# Тиск на ґрунт
Тиск на ґрунт — це тиск, що чиниться на ґрунт шинами або гусеницями моторизованого транспортного засобу, і є одним із показників його потенційної рухливості,  особливо на м’якому ґрунті. Це також стосується ніг людини, що йде, або машини . Тиск вимірюється в одиниці СІ паскалях (Па). Середній тиск на грунт можна розрахувати за стандартною формулою середнього тиску: P = F / A .  В ідеалізованому випадку, тобто статична рівномірна чиста сила нормально до рівня землі, це просто вага об’єкта, поділена на площу дотику. Тиск на ґрунт моторизованих транспортних засобів часто порівнюють із тиском на ґрунт стопи людини, який може становити 60–80 кПа під час ходьби або до 13 МПа для людини на шпильках. 
Збільшення розміру площі контакту з землею (сліду) по відношенню до ваги зменшує точковий тиск на  ґрунт. Тиск на грунт 14 кПа (2 psi) або менше рекомендується для крихких екосистем, таких як болота.  Зменшення тиску на ґрунт збільшує плавучість, полегшуючи проходження тіла по м’якій місцевості. Прикладом цього є використання такого обладнання, як снігоступи, також э важливим показником для машин амфібій.

## Приклади
Усі приклади є приблизними та можуть змінюватись залежно від умов
| Об'єкт                              | Тиск на грунт (кПа) | (псі) |
| ----------------------------------- | ------------------- | ----- |
| Судно на повітряній подушці         | 0,7                 | 0,1   |
| Людина на снігоступах               | 3.5                 | 0,5   |
| Гусеничний квадроцикл               | 5,165               | 0,75  |
| Колісний квадроцикл                 | 13.8                | 2     |
| Diedrich D-50 – бурова установка T2 | 26.2                | 3.8   |
| Людський чоловік                    | 55                  | 8     |
| Танк M1 Abrams                      | 103                 | 15    |
| 1993 Toyota 4Runner / Hilux Surf    | 170                 | 25    |
| Дорослий кінь (550 кг, 1250 фунт )  | 170                 | 25    |
| Екскаваторна машина Bagger 288      | 170                 | 25    |
| Легковий автомобіль                 | 205                 | 30    |
| Дорослий слон                       | 240                 | 35    |
| Гірський велосипед                  | 245                 | 40    |
| Шосейний гоночний велосипед         | 620                 | 90    |
| Каблук на шпильці                   | 3250                | 471   |

Примітка. Тиск для дорослого чоловіка та коня призначений для нерухомого положення. Людина, яка йде, буде докладати більш ніж подвійний тиск, ніж стоячи. Кінь, що скаче, докладе до 3,5 МПа (500 psi). Тиск на грунт для пневматичної шини приблизно дорівнює тиску її накачування.

## Дивись також
- Контактний патч
- Чутливість шин до навантаження

## Пов'язані джерела
- Теорія наземних транспортних засобів [6]